# Йостен, Иоахим
Иоахим Йостен (нем. Joachim Joesten; 29 июня 1907 года, Кёльн — август 1975 года) — немецко-американский журналист-расследователь и автор бестселлеров. Одним из первых (наряду с Томасом Бухананом) отстаивал точку зрения, что президент Кеннеди был убит в результате заговора, в который были вовлечены ЦРУ, мафия и техасские нефтяные магнаты.

## Биография
Иоахим Франц Йостен родился в Кёльне, Германия, 29 июня 1907 года, в семье врача Йозефа Йостена (не путать с поэтом Йозефом Йостеном) и баронессы Амалии фон Нессельроде-Хугенпот. После окончания Римско-католического колледжа Алоизия (Roman Catholic Aloisius College) Иоахим провёл пять лет (1925—1930 гг.), обучаясь в университетах Кёльна, Берлина, Бреслау, Мюнхена, Нанси (Франция) и Мадрида (Испания). «Предполагалось, что я буду изучать право, — вспоминал Йостен, — но языки и литература мне нравились больше, поэтому я продержался около пяти лет, а затем начал писать, оставив попытку получить высшее образование». Свою журналистскую деятельность он начал в берлинской Die Weltbühne, редактором которой был пацифист и антифашист, будущий лауреат Нобелевской премии мира Карл фон Осецкий.
Согласно данным Гестапо, которые были собраны на Йостена, в 1928 году журналист поселился в Берлине и открыл библиотеку кредитования, которая специализировалась на марксистской литературе. 12 мая 1932 года вступил в Коммунистическую партию Германии.
Приход к власти нацистов вынудил журналиста, который был противником нового немецкого правительства, покинуть Германию. В марте 1933 года он переезжает во Францию. Сначала Йостен работал независимым журналистом в парижской прессе, затем переехал в Швецию и в течение следующих нескольких лет жил почти полностью в Скандинавии, попеременно работая в Стокгольме, Осло и Копенгагене. В это время он писал статьи для более чем десятка американских, британских, французских, швейцарских и бельгийских газет и журналов, включая Time и Life (с 1936 года); The Washington Post (с 1939 года), La Journée industrielle, Le Temps (1936—1938), Journal de Genève и L’Indépendance Belge.
В своих статьях второй половины 1930-х годов Йостен предупреждал об опасности нацистского вторжения в другие страны. В одной из статей 1935 года он предсказывал, что в случае войны «многие национальные армии — в Чехословакии, Бельгии, Дании или в других местах — будут удивлены, обнаружив в своих тылах или даже прямо в своих рядах вооруженные банды, сформированные немцами, или их пособниками». Йостен предсказывал войну в Северной Европе, рассматривая её как результат неизбежного столкновения между Германией и Россией, в котором будут участвовать скандинавские страны. В 1937 году он указал, например, что «с укрепленным Аландом и сочувствующим правительством в Хельсинки — весьма вероятное предположение — для военно-морского флота и авиации Гитлера было бы легко разгромить Красный флот в Финском заливе». Однако после долгого проживания в Дании Йостен обнаружил, что даже правительство с социальными взглядами не является доказательством антинацистской внешней политики. Результатом стал его сенсационная книга «День гибели Дании», которая была опубликована в Лондоне в январе 1939 года, а через месяц в Нью-Йорке под названием «Крысы в кладовке». В книге Йостен рассказал об экономических и политических отношениях Дании с Германией, о тайных торговых соглашениях, долгах и обязательствах между двумя странами, о влиянии Германии на ассигнования на вооружение Дании. Автор пришёл к выводу, что если Германия и решит захватить Данию, то сделает это без лишних усилий, и как только нацистская армия окажется на границе страны, ей будет оказан радушный приём. Германия захватила Данию менее чем через год после выхода книги.
В 1940 году, после вторжения вермахта в Данию, Йостен бежал в Швецию, где попал в лагерь для интернированных на 5 месяцев. Йостену было предоставлено право оставаться в лагере до окончания войны, или же покинуть страну. После подачи заявок в несколько латиноамериканских стран на получение визы ему наконец удалось получить ее у генерального консула Республики Коста-Рика в июле того же года. Это стоило ему 35 долларов, хотя официальная цена составляла 3 доллара, и в силу этого он также получил транзитные визы в Россию, Японию и Панаму. После освобождения в сентябре 1940 года Йостен женился на шведской девушке Май Нильссон, и 30 сентября они покинули Стокгольм и отправились в путешествие через Россию и Сибирь в Японию. Они отплыли из Йокахамы на японском лайнере Ginyo Maru и прибыли 4 декабря в Бальбоа в зону канала. Там Йостен обнаружил, что ему продали «индейку» (поддельную визу) и он не мог спуститься с борта; все остальные беженцы, которые имели коста-риканские визы, были в такой же ситуации. Благодаря вмешательству Теда Скотта из газеты «Панама-Америка» семейство Йостенов наконец-то разрешили высадиться в Панаме, и правительство Коста-Рики предоставило им новую визу.
Через Японию и Коста-Рику, наконец, они добрались до Нью-Йорка в марте 1941 года. Первоначально после прибытия в США Йостен проработал два года в журнале Newsweek.
Йостен получил американское гражданство в 1948 году и в последующие годы был постоянным жителем Нью-Йорка, но много путешествовал, собирая материал для своих книг. В 1967/68 году он также имел недвижимость в Мюнхене (Дрешштрассе, 5), а в ноябре—декабре 1974 года — в Бёбинге в Верхней Баварии (дом 161).
Точная дата смерти не известна.

## Расследования
Йостен был вторым после Томаса Буханана («Who Killed Kennedy?») автором книги об убийстве президента Кеннеди. Его книга вышла в США в июле 1964 года, там он перечислил основных подозреваемых в совершении убийства Кеннеди, не относя к ним Ли Харви Освальда, вопреки данным доклада Комиссии Уоррена. Йостен утверждал, что Освальд был агентом ФБР и ЦРУ и участвовал в операции, но непосредственным исполнителем убийства не был.
Кроме того, Йостен отслеживал послевоенные действия бывших нацистов, в том числе Вернера Наумана и Герберта Лухта. Он также осудил деятельность террористической группы La Main Rouge, которой управляла Служба внешней документации и контрразведки Франции. Другие книги Йостена также критически относятся к политике того времени и её ведущим представителям.
В общей сложности Йостен написал около 70 научно-популярных книг, некоторые из них были переведены на другие языки. Он также опубликовал сотни газетных статей, в том числе для Die Weltbühne, Die Weltwoche, Foreign Affairs, The Nation, Die Zeit Gazet van Antwerpen, Newsweek, Quarterly Review, Baron’s Wirtschaftszeitung (Нью-Йорк), «Выходные» (Монреаль) и United Feature Syndicate (Нью-Йорк).

## Внешность и личность
Автор статьи о Йостене в биографическом справочнике «Современная биография: Чьи новости и почему» описывал журналиста как высокого, тёмноволосого мужчину. Среди увлечений Йостена были скалолазание и катание на лыжах. Он свободно писал на английском, французском, немецком, испанском, шведском и датском языках, читал на русском, норвежском, голландском, итальянском, португальском.